# SWEEPS-04
SWEEPS-04 — газовый гигант, обращающийся вокруг звезды SWEEPS J175853.92-291120.6. Она расположена в созвездии Стрелец на расстоянии около 27,7 тысяч световых лет от Солнца и является одной из самых удалённых экзопланет, известных науке.

## Характеристики
SWEEPS-04 представляет собой типичный горячий юпитер. Это газовый гигант с массой, равной около 3,8 массы Юпитера. Планета обращается на расстоянии около 0,055 а. е.) от родительской звезды, совершая полный оборот за 4,2 суток. Радиус планеты составляет 81 % радиуса Юпитера. Группа исследователей провела расчёты по орбитам и массам естественных спутников у некоторых экзопланет. Как оказалось, у SWEEPS-04 допускается наличие экзолуны размером с Землю. Подтвердить либо опровергнуть её существование позволят дальнейшие исследования.

## История наблюдений
В 2004 году космический телескоп им. Хаббла в рамках программы SWEEPS наблюдал область в созвездии Стрельца с целью поиска транзитных экзопланет. Было найдено 16 кандидатов в планеты, среди которых оказалась SWEEPS-04. В 2007 году для планеты были построены RV-кривые на основе данных наблюдений на телескопе VLT, расположенном в Чили. Фазы транзитов и вариаций лучевой скорости оказались идентичными, что позволило подтвердить существование SWEEPS-04.